# Te rompo el rating
Te rompo el rating es una película cómica argentina estrenada el 16 de abril de 1981 por el director Hugo Sofovich y protagonizada por Jorge Porcel, Moria Casán y Javier Portales.

## Argumento
Una cadena de televisión infiltra a un empleado inepto (Porcel) en la competencia y este empieza a arruinar todos los programas pero, en vez de restarle audiencia, solo lograba mejorarla.

Como dato extra, Te rompo el rating cuenta con varias apariciones especiales, como los actores Héctor Alterio y Alberto Olmedo, los periodistas de "Polémica en el fútbol"  Néstor Ibarra, Carlos Fontanarrosa,  Carlos Juvenal, Silvio Marzolini y Carlos Huart, el conductor Juan Alberto Mateyko, un joven Diego Armando Maradona, el exboxeador Abel Laudonio y la "Gorda Matosas".

## Reparto
- Jorge Porcel - Jorge Fetuccini
- Moria Casán - Moria Gutiérrez
- Javier Portales - Sr. Bochini, gerente artístico de Canal 8
- Augusto Larreta - Presidente de Canal 8
- Luisa Albinoni - Silvia, secretaria del Sr. Bochini
- Alberto Irízar - tío de Jorge; directivo de Canal 4
- Fernando Siro - Alfredo Falcón
- Camila Perissé - Martha Latour
- César Bertrand - suicida
- Delfor Medina - Guerrico
- Pochi Grey - María Rosa Pluma
- Elvia Andreoli - amiga de Moria; extra en escena del teleteatro
- Fernando Tacholas Iglesias - Albino Humo
- Ovidio Fuentes - periodista en el aeropuerto
- Julio Fedel - asesino en el aeropuerto
- Gino Renni - cómplice en el aeropuerto
- Diego Maradona - él mismo
- Juan Alberto Mateyko - él mismo
- Alberto Olmedo - él mismo
- Héctor Alterio - él mismo
- Carlos Fontanarrosa - él mismo, conductor de "Polémica en el Fútbol"
- Néstor Ibarra - él mismo, panelista de "Polémica en el Fútbol"
- Carlos Juvenal - él mismo, panelista de "Polémica en el Fútbol"
- Silvio Marzolini - él mismo, panelista de "Polémica en el Fútbol"
- Carlos Huart - él mismo, panelista de "Polémica en el Fútbol"
- La Gorda Matosas - ella misma
- Abel Laudonio - él mismo
- Mony Land - Mimí Lancón
- Juan Carlos "El Flaco" García - hincha de "Polémica en el Fútbol"
- Eduardo Ayala
- Luis Corradi - juez del Registro Civil
- Mario Fortuna - barman en escena del teleteatro
- Cacho Bustamante - víctima incendio
- Fernando Olmedo - sobrino de Gilbert Douglas
- Liliana Patta - maquilladora
- Raúl Ricutti - cochero Mateo
- Sheila Anzarut
- Myriam Bello
- Sandra Bianco
- Humberto Bruno
- Rafael Casado
- Juan Carlos Casas
- Guillermo Cervantes Luro
- Claudio Gallardou - participante en programa de concurso